# Zvăneț, Varna
Zvăneț (în bulgară Звънец) este un sat în comuna Vălci Dol, regiunea Varna,  Bulgaria. 

## Demografie
Componența etnică a satului Zvăneț
     Bulgari (31,66%)
     Turci (56,66%)
     Nicio identificare (11,66%)
     Altele (0%)
La recensământul din 2011, populația satului Zvăneț era de 60 locuitori. Din punct de vedere etnic, majoritatea locuitorilor (56,66%) erau turci, cu o minoritate de bulgari (31,66%). Pentru 11,66% din locuitori nu este cunoscută apartenența etnică.